# Consultation sur le changement de nom de Sant Carles de la Ràpita
La consultation sur le changement de nom de Sant Carles de la Ràpita est une consultation publique organisée le 12 octobre 2021 par le conseil municipal de Sant Carles de la Ràpita. Les habitants qui devaient choisir entre Sant Carles de la Ràpita et La Ràpita ont finalement choisi le nom de  
La Ràpita à 68 %, soit 18 % des inscrits, pourcentage inférieur à 20 % fixé par le conseil municipal.

## Contexte
La Ràpita est le nom du village du Moyen Âge jusqu'au milieu du XVIIIe siècle, date à laquelle le nom de San Carlos lui a été donné en l'honneur du roi Charles III qui a décidé la construction d'un port et d'un canal pour relier la baie d'Alfacs à l'Èbre,. Durant la Seconde République, le nom change à nouveau pour devenir San Carlos de la Ràpita.
Afin de choisir le nom de la commune, les quatre partis politiques représentés au conseil municipal, Esquerra Republicana de Catalunya (ERC), Junts per Catalunya (JxCAT), le parti indépendant Partit Més Ràpita (mR) et le Parti des socialistes de Catalogne (PSC) ont décidé de lancer une consultation.
Il s'agit de la troisième consultation populaire organisée par le maire Josep Caparrós Garcia. La première s'est tenue en mai 2016 et portait sur l'utilisation des locaux situés au rez-de-chaussée du Parc de Garbí. La deuxième, en juillet 2017, portait sur le budget participatif. Dans les deux cas, la participation a été très faible, avec respectivement 8,6 % et 3,1 % des inscrits,.

## Modalités de vote
Tous les habitants de plus de 16 ans peuvent voter. Bien que le résultat ne soit pas contraignant, le conseil municipal s'engage à respecter l'option retenue par plus de 20 % des inscrits. Les habitants ont le choix entre maintenir le statu quo « Sant Carles de la Ràpita » ou adopter le nom de « La Ràpita ».

## Résultats du vote
Le vote s'est déroulé sans incident et avec un taux de participation de 26,72 % des inscrits. L'option retenue par les votants a été de changer le nom de la commune en La Ràpita, avec 68,25 % des votes valides (2 246 voix), soit 18,03 % des inscrits. Ce résultat est inférieur au 20 % fixé par le Conseil municipal. La décision revient au conseil municipal dans un délai de deux mois à compter de la consultation.